# Volker Emmerich
Volker Emmerich (* 28. Februar 1938 in Nowawes [heute: Potsdam-Babelsberg]) ist ein deutscher Jurist und emeritierter Professor an der Universität Bayreuth.

## Leben
Emmerich nahm 1957 an der Universität Saarbrücken ein Studium der Rechtswissenschaft auf, das er 1960 mit der ersten juristischen Staatsprüfung abschloss. Anschließend wurde er wissenschaftliche Hilfskraft an der Westfälischen Wilhelms-Universität in Münster. 1965 legte er das zweite juristische Staatsexamen ab.
Im darauffolgenden Jahr wurde er mit einer von Ernst-Joachim Mestmäcker betreuten Arbeit, die „Das Verhältnis der Nebenfolgen der Vindikation zu anderen Ansprüchen“ zum Gegenstand hatte, an der Universität des Saarlandes zum Dr. iur. promoviert. Anschließend war Emmerich wissenschaftlicher Assistent an der Westfälischen Wilhelms-Universität, wo er sich 1969 mit einer Untersuchung zum Wirtschaftsrecht der öffentlichen Unternehmen habilitierte.
1969 nahm er einen Ruf an die neu gegründete Universität Bielefeld an. 1981 wechselte er an die Universität Bayreuth, wo er bis zu seiner Emeritierung im Jahr 2006 blieb.
Emmerich war ab 1973 als nebenamtlicher Richter am OLG Hamm und ab 1981 am OLG Nürnberg tätig. Er ist Mitherausgeber der Neue Zeitschrift für Miet- und Wohnungsrecht.

## Veröffentlichungen (Auswahl)
- mit Mathias Habersack: Aktien- und GmbH-Konzernrecht, 7. Aufl., Beck, München 2013. ISBN 978-3-406-64902-8
- mit Mathias Habersack: Konzernrecht, 10. Aufl., Beck, München 2013. ISBN 978-3-406-65310-0
- BGB – Schuldrecht Besonderer Teil, 14. Aufl., Müller, Heidelberg 2015. ISBN 978-3-8114-4365-5
- Das Recht der Leistungsstörungen, 6. Aufl., Beck, München 2005. ISBN 3-406-53044-3
- Kartellrecht, 13. Aufl., Beck, München 2014. ISBN 978-3-406-66098-6
- Unlauterer Wettbewerb, 9. Aufl., Beck, München 2012. ISBN 978-3-406-63800-8
- mit Jürgen Sonnenschein: Miete, Handkommentar, 11. Aufl., de Gruyter, Berlin 2014. ISBN 978-3-11-031037-5